# Agénor Bardoux
Agénor Bardoux
Agénor Bardoux (Burges, 15 de janeiro de 1829 – Paris, 23 de novembro de 1897) foi um advogado, escritor e político francês.

## Biografia
Durante a juventude, Agénor Bardoux demonstrou vocação poética, o que o colocou em contato com Louis-Hyacinthe Bouilhet e Gustave Flaubert, a quem dedicou uma das suas obras. Em 1862, participou com Bouilhet na revisão do texto de Salammbô antes da sua publicação. Flaubert se lembraria mais tarde desse relacionamento próximo, quando encontrou um emprego para seu jovem discípulo Guy de Maupassant no escritório de Agénor Bardoux, Ministro da Instrução Pública.
Demonstrando grande interesse pelo direito, em 1856 se tornou advogado na Ordem dos Advogados de Clermont-Ferrand e, em 1869, presidente da Ordem dos Advogados da metrópole de Auvérnia. Durante o Segundo Império, influenciado pelas fortes convicções de seu padrinho, o advogado e deputado Louis-Chrysostome Michel, conhecido como “Michel de Burges”, que havia se estabelecido em Burges alguns anos antes de seu nascimento, ele não hesitou em professar sua fé republicana, o que não foi contradito por sua contribuição na Revue de droit fr et étranger, fundada em 1855 por Édouard Laboulaye, que há muito tempo era um oponente resoluto das políticas autoritárias de Napoleão III.
Ao nível local, seu compromisso político o levou a ser eleito para o conselho municipal de Clermont-Ferrand em 1869 e, em 1870 e 1871, foi eleito prefeito de Clermont-Ferrand.
Ele também se interessou pela administração de assuntos departamentais e, devido a seus laços com a comuna de Saint-Saturnin, em 1871 candidatou-se com sucesso à eleição como conselheiro geral do cantão de Saint-Amant-Tallende, sendo reeleito sem interrupção até 1895. De 1878 a 1883, ele também foi presidente do Conselho Geral de Puy-de-Dôme.
Ao nível nacional, foi eleito para a Assembleia Nacional como representante de Puy-de-Dôme em 1871 e, após a introdução do bicameralismo em 1875, foi eleito deputado em 1876 e reeleito em 1877. Na Assembleia e depois na Câmara, foi o presidente do grupo de centro-esquerda, um fervoroso defensor da República, mas não anticlerical. Durante a crise de 16 de maio de 1877, ele assinou o "Manifesto dos 363".
Ele ocupou dois cargos no governo, primeiro como subsecretário de Justiça em 1875, depois como ministro da Instrução Pública, Assuntos Religiosos e Belas Artes, de dezembro de 1877 a janeiro de 1879, no governo presidido por Jules Dufaure.
Derrotado durante a renovação da Câmara dos Deputados em 1881, foi, por outro lado, eleito senador irremovível em dezembro de 1882. No Senado, redigiu inúmeros relatórios parlamentares sobre diversos assuntos (direito eleitoral, educação, questões jurídicas, orçamento, distribuição da imprensa, propriedade artística e literária, etc.).
Independentemente de sua carreira política, Agénor Bardoux também é autor de várias obras sobre a vida literária francesa no século XIX, sobre Chateaubriand e seu séquito, sobre juristas franceses dos séculos XVI e XVIII, etc. Seu trabalho lhe rendeu a eleição para a Académie des Sciences Morales et Politiques (seção de moral e sociologia) em 1890. Ele está enterrado no cemitério dos Carmelitas, em Clermont-Ferrand. [10].

## Vida familiar

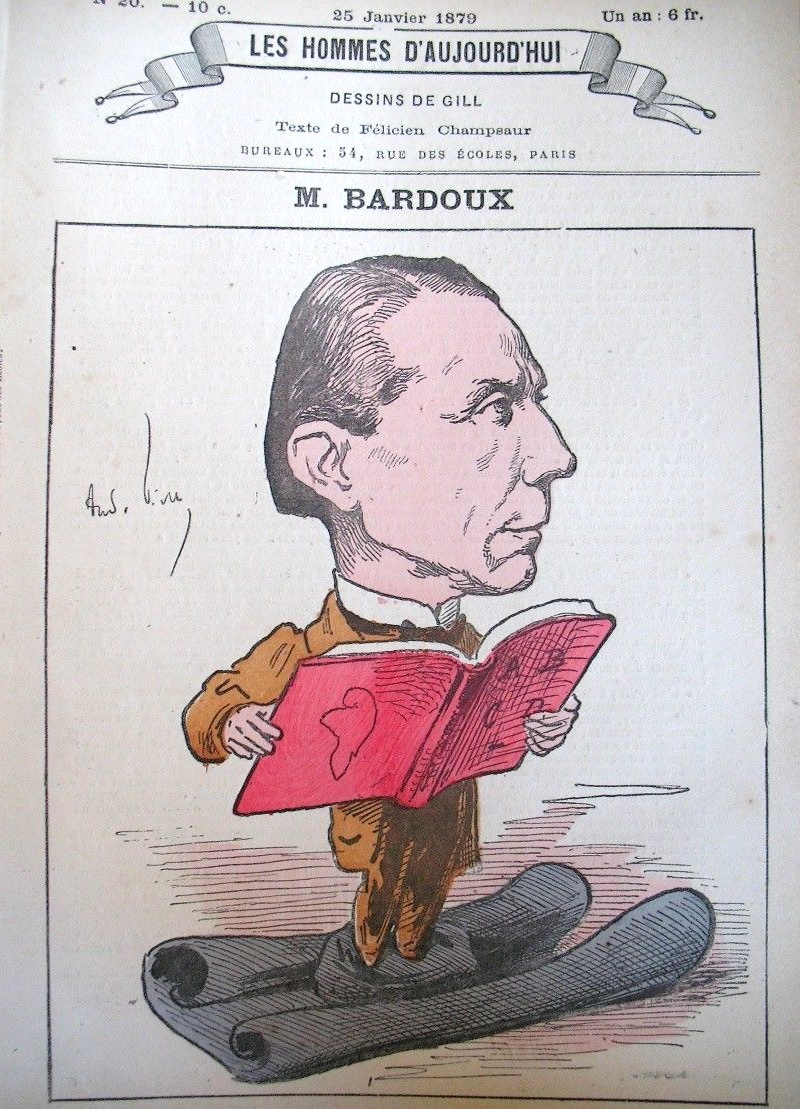
Bardoux caricaturado por André Gill para Les Hommes d'aujourd'hui, n.º 20, 1878

Natural de Burges, ele nasceu em 15 de janeiro de 1829. Era filho de Jacques Bardoux (1795–1871), um diretor de impostos indiretos e de Thérèse Pignet (1807–1883). Era neto de um mestre arcabuzeiro e de um escrivão de registro de terras. Agénor Bardoux casou-se com Clémence Villa (1847–1939), aos 44 anos, em 15 de julho de 1873, em Montpellier, 18 anos mais nova que ele e filha de Achille Villa, banqueiro, presidente do tribunal comercial de Millau, prefeito de Millau e conselheiro geral.
Desta união nasceu Jacques Bardoux (1874-1959), senador (1938-1940) e depois deputado (1945-1955) de Puy-de-Dôme, e avô de May (Bardoux) Giscard d'Estaing:
- May Bardoux, esposa do funcionário público sênior e economista Edmond Giscard d'Estaing, ela própria a mãe de:
  - Valéry Giscard d'Estaing, deputado de Puy-de-Dôme em várias ocasiões de 1956 a 2002 e Presidente da República de 1974 a 1981, dos quais:
    - Valérie-Anne Giscard d'Estaing, editora,
    - Henri Giscard d'Estaing, empresário e diretor de empresa, ex-político,
    - Louis Giscard d'Estaing, deputado por Puy-de-Dôme de 2002 a 2012;

  - Olivier Giscard d'Estaing, empresário e político francês.

## Mandatos
Mandatos locais
- Conselheiro Municipal de Clermont-Ferrand; depois prefeito de 1870 a 1871
- Conselheiro Geral do cantão de Saint-Amant-Tallende (1871-1895)
- Presidente do Conselho Geral de Puy-de-Dôme (1878-1883)

Mandatos nacionais
- Representante de Puy-de-Dôme na Assembleia Nacional de 8 de fevereiro de 1871 a 31 de dezembro de 1875;
- Deputado por Puy-de-Dôme na Câmara dos Deputados, de 20 de fevereiro de 1876 a 21 de agosto de 1881;
- Senador irremovível, eleito em 7 de dezembro de 1882 pelo Senado e ali permaneceu até sua morte em 1897.
- Vice-presidente do Senado, eleito em 8 de março de 1889, reeleito em 16 de janeiro de 1890, 15 de janeiro de 1891 e 13 de janeiro de 1892, reeleito para este cargo, contra sua vontade, em 10 de janeiro de 1893, seus colegas senadores finalmente escolheram, em 11 de janeiro de 1894, respeitar seu desejo de declinar qualquer nova candidatura à vice-presidência.

## Funções governamentais
- Subsecretário de Estado da Justiça, de 15 de março a 11 de novembro de 1875, no gabinete Buffet, renunciou;
- Ministro da Instrução Pública, Assuntos Religiosos e Belas Artes, de 13 de dezembro de 1877 a 30 de janeiro de 1879, no gabinete Dufaure V, não reeleito quando o gabinete Waddington foi formado.

## Obras
Entre as muitas obras de Agénor Bardoux:
- Agénor Brady (1857).  Michel Lévy irmãos, ed. Loin du monde : poésies (em francês). Paris: [s.n.] 216 páginas
- Agénor Bardoux (1877).  Germer Baillière, ed. Les légistes : leur influence sur la société fre. Col: Bibliothèque de philosophie scientifique. Paris: [s.n.]
- Agénor Bardoux (1880).  C. Lévy, ed. La Bourgeoisie fre, 1789-1848 (em francês). Paris: [s.n.] 456 páginas
- Agénor Bardoux (1881).  Calmann-Lévy, ed. Études sociales et politiques. Le comte de Montlausier et le Gallicanisme (em francês). Paris: [s.n.] 402 páginas
- Agénor Bardoux (1882).  G. Charpentier, ed. Dix anos de vie politique (em francês). Paris: [s.n.] p. 383
- Agénor Bardoux (1884).  C. Lévy, ed. Études sur la fin du sècule XVIII : la comtesse de Beaumont, Pauline de Montmorin (em francês). Paris: [s.n.] 435 páginas
- Agénor Bardoux (1888).  C. Lévy, ed. Études sociales et littéraires. Madame de Custine, d'après des documents inédits (em francês). Paris: [s.n.] 440 páginas
- Agénor Bardoux (1889).  C. Lévy, ed. Études d'un autre temps. Col: Bibliothèque contemporaine (em francês). Paris: [s.n.] 346 páginas
- Agénor Bardoux (1892).  C. Lévy, ed. Études sociales et politiques. La jeunesse de La Fayette, 1757-1792 (em francês). Paris: [s.n.] 425 páginas
- Agénor Bardoux (1892).  C. Lévy, ed. Études sociales et politiques. Les dernières anos de La Fayette, 1792-1834 (em francês). Paris: [s.n.] 440 páginas
- Agénor Bardoux (1893).  Lecène, Oudin et Cie, ed. Chateaubriand. Col: Classiques populaires (em francês). Paris: [s.n.] 240 páginas
- Agénor Bardoux (1894).  Hachette, ed. François Guizot. Col: Les grands écrivains fr (em francês). Paris: [s.n.] 223 páginas
- Agénor Bardoux (1898).  C. Lévy, ed. Études sociales et politiques. La Duchesse de Duras (em francês). Paris: [s.n.] 441 páginas